# Karlis Princis
Kārlis Aleksandrs Princis, född den 11 oktober 1893 i Oviši, död den 25 mars 1978 i Lund, var en lettisk-svensk entomolog som ansågs vara världens främste expert på kackerlackor.
Auktorsnamnet Karlis Princis kan användas för Karlis Princis i samband med ett vetenskapligt namn inom zoologin; se Wikipedia-artiklar som länkar till auktorsnamnet.